# Second China War Medal
La Second China War Medal era una medaglia di campagna militare inglese coniata per ricompensare quanti avessero partecipato seconda guerra dell'oppio in Cina dal 1856 al 1860. La medaglia venne concessa anche a quanti avevano già preso parte alla prima guerra dell'oppio negli anni '40 dell'Ottocento.

## Insegne

### Medaglia
La medaglia è costituita da un disco di argento o bronzo di 36 mm. di diametro recante:
sul dirittoun trofeo di armi con al centro uno scudo ovale recante lo Stemma reale, il tutto sotto una palma (uguale alle medaglie delle altre due Guerre di Cina); sul bordo in alto la dicitura "ARMIS EXPOSCERE PACIM" ed in esergo la scritta "CHINA",
sul rovesciol'effigie coronata della Regina Vittoria, rivolta a sinistra (di chi guarda), sul bordo la leggenda "VICTORIA REGINA";
sul contornoil nome ed il reparto del recipiente; nulla sulle medaglie per la Royal Navy ed i Marines.

### Nastro
Il nastro, largo 32 millimetri, è rosso con bordi gialli.

### Barrette
Per la medaglia furono istituite sei barrette:
- China 1842 (concessa a quanti avevano già ricevuto la First China War Medal)
- Fatshan 1857
- Canton 1857
- Taku Forts 1858
- Taku Forts 1860
- Pekin 1860